# Janel Parrish
Janel Meilani Parrish Long (Oahu, 1988. október 30. –) amerikai színésznő, énekesnő.
Legismertebb szerepei Mona Vanderwaal a Hazug csajok társasága című sorozatból és annak spin-off sorozatából, illetve Margot Covey A fiúknak, akiket valaha szerettem (2018-2021) filmsorozatból.

## Élete
Kaneohe-ban (Hawaii) született, és Honolulu-ban, illetve Kaliforniában nevelkedett.  Anyja, Joanne kínai származású, míg apja, Mark Parrish német, ír és angol felmenőkkel rendelkezik. Van egy nővére, Melissa Nohelani, aki az amerikai hadseregben szolgált. Szülei korábban testépítők voltak, anyja pedig egy honolului egészségklubban dolgozott.
Hat éves korában látta Az operaház fantomját, és szerelembe esett a fellépés gondolatával. Zongorázni kezdett, és egy éven belül színészetet és énekelni is tanult. Több helyi tehetségkutatón is indult, így a helyiek körében ismertté vált. 14 éves korában szerepelt a Star Search című tehetségkutatóban, ahol az On My Own című dalt adta elő A nyomorultak című musicalből. A Moanalua Elementary Schoolban és a Moanalua High Schoolban tanult. 14 éves koráig Kaneohe-ban élt a családjával, ezután Burbankbe költöztek. Parrish ezután magántanuló lett.

## Magánélete
2016 szeptemberében kezdett járni Chris Long vegyészmérnökkel, és 2017. október 23-án jegyezték el egymást. 2018. szeptember 8-án házasodtak össze. Apósát két héttel az esküvő előtt megölte egy részeg sofőr.

## Filmográfia

### Film

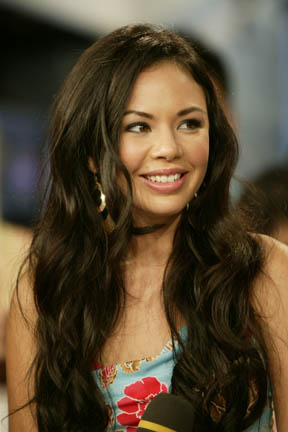
2007-ben

| Év   | Magyar cím                                | Eredeti cím                            | Szerep        | Magyar hang   |
| ---- | ----------------------------------------- | -------------------------------------- | ------------- | ------------- |
| 2007 | Bratz – Talpra csajok!                    | Bratz                                  | Jade          | Vadász Bea    |
| 2009 | Pomponsrácok                              | Fired Up!                              | Lana          | Patkó Csenge  |
| 2009 |                                           | April Showers                          | Vicki         |               |
| 2010 |                                           | Triple Dog                             | Cecily Gerber |               |
| 2011 |                                           | One Kine Day                           | Leilani       |               |
| 2011 |                                           | 4 Wedding Planners                     | Hoku farkas   |               |
| 2012 | Celeste és Jesse mindörökre               | Celeste and Jesse Forever              | Savannah      | Csuha Borbála |
| 2018 |                                           | I'll Be Watching                       | Kate Riley    |               |
| 2018 | A fiúknak, akiket valaha szerettem        | To All the Boys I've Loved Before      | Margot Covey  | Mentes Júlia  |
| 2018 |                                           | Hell Is Where the Home Is              | Estelle       |               |
| 2018 |                                           | Tiger                                  | Charlotte     |               |
| 2020 | A fiúknak – Utóirat: Még mindig szeretlek | To All the Boys: P.S. I Still Love You | Margot Covey  | Mentes Júlia  |
| 2020 |                                           | Mighty Oak                             | Gina Jackson  |               |
| 2021 | A fiúknak – Örökkön örökké                | To All the Boys: Always and Forever    | Margot Covey  | Mentes Júlia  |
| 2021 | Karácsony törölve                         | Christmas Is Cancelled                 | Brandy Barnes |               |
| 2022 |                                           | Until We Meet Again                    | Lisa Wagner   |               |
| 2022 | Fuss és lőj!                              | Run & Gun                              | Faith         |               |